# SRI International

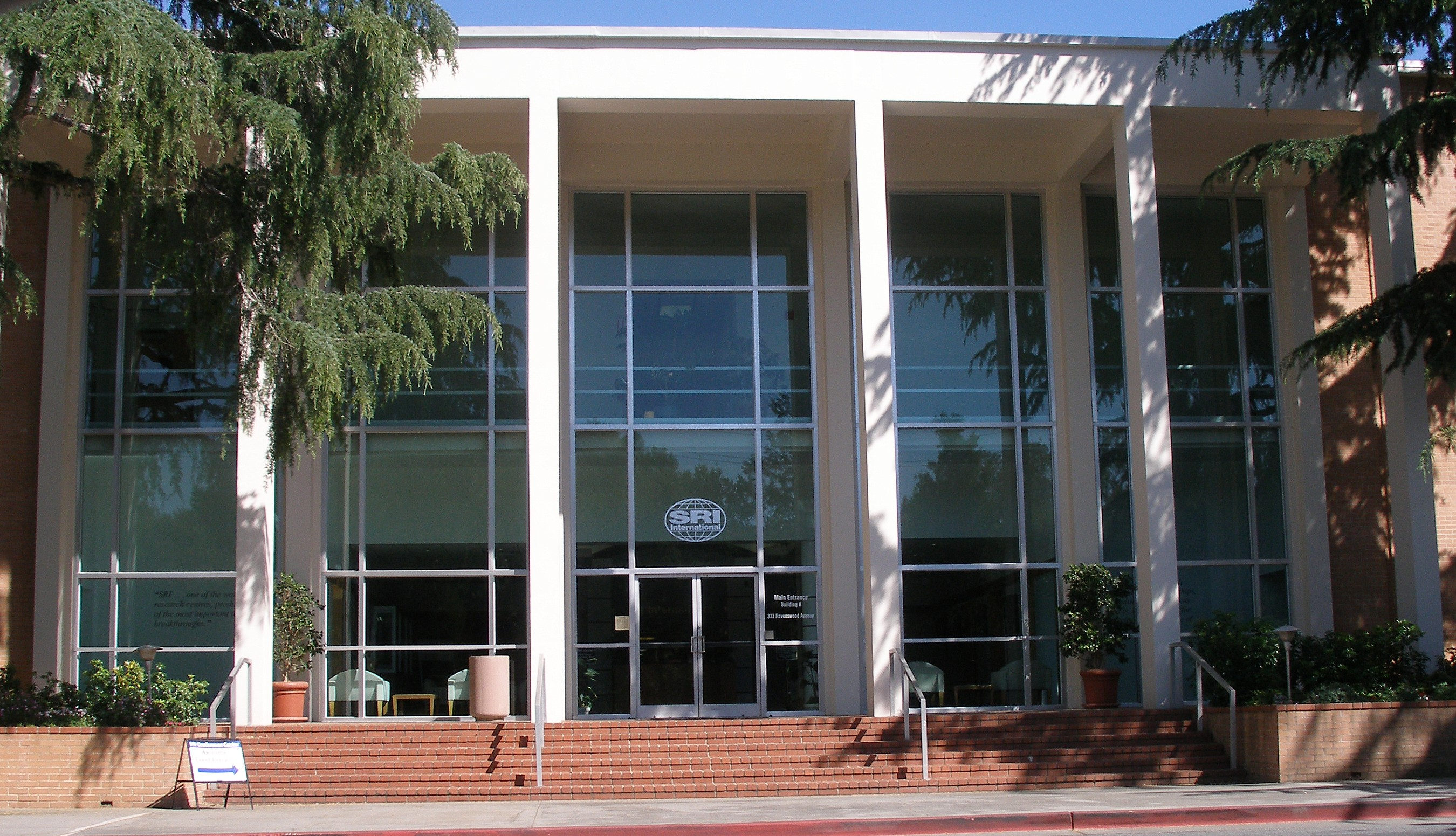
SRI:s huvudkontor i Menlo Park i Kalifornien.

SRI International (SRI), som grundades som Stanford Research Institute, är ett av världens största institut för forskning.

## Bakgrund
SRI, som är baserat i Menlo Park i Kalifornien, grundades av förvaltarna av Stanford University 1946 som ett utvecklingscentrum för regionen.
Under 1950-talet biträdde SRI Bank of America och utvecklade Electronic Recording Machine, Accounting (ERMA) och en magnetisk teckenigenkännare, MICR, som blivit industristandard idag.
År 1970 skildes det från universitetet och från 1977 heter det SRI International. Separationen var ett försenat svar på protester från Vietnamkrigets demonstranter som trodde att DARPA-projektet gjorde universitetet delaktigt i militärindustrin. DARPA-projektet ledde fram till ARPANET som i sin tur utvecklade den teknik som idag ligger bakom Internet.

## Nuvarande inriktning
SRI:s huvudkontor ligger nära universitetsområdet. Idag finns ungefär 2 100 anställda.
SRI koncentrerar sig på utveckling och forskning avseende teknologi särskilt inom områden som telekommunikation, datautveckling,, utbildning, energi och miljö och utveckling av robotar.
SRI har erhållit mer än 1 000 patent.

## Spin-off-företag
SRI och dess tidigare anställda har startat ett stort antal företag på en mängd områden. 
Många företag har utvecklats ur datavetenskapsrelaterade insatser såsom Symantec och Verbatim.